# Lomagramma yunnanensis
Lomagramma yunnanensis är en träjonväxtart som beskrevs av Ren-Chang Ching. Lomagramma yunnanensis ingår i släktet Lomagramma och familjen Dryopteridaceae. Inga underarter finns listade.